# فرودگاه بین‌المللی چنگدو شوانگلیو
فرودگاه بین‌المللی چنگدو شوانگلیو (به انگلیسی: Chengdu Shuangliu International Airport) یک فرودگاه همگانی مسافربری با کد یاتا CTU است که یک باند فرود بتن دارد و طول باند آن ۳۶۰۰ متر است. این فرودگاه در شهر چنگدو کشور چین قرار دارد و در ارتفاع ۴۹۵ متری از سطح دریا واقع شده‌است.